# Pojate
Pojate (srbsky Појате) jsou vesnice v střední části Srbska, administrativně spadající pod opštinu Ćićevac. Vesnice leží v údolí řeky Jovanovačka reka při křižovatce významných dopravních tahů a okolí tvoří zemědělsky velmi intenzivně využívaná krajina.
Z národnostního hlediska je obyvatelstvo většinově srbské národnosti. V roce 2022 zde žilo 755 obyvatel. Počet obyvatel vesnice dlouhodobě klesá; ještě roku 1953 zde žilo 1253 osob.
Stojí zde kostel svatého Tomáše (srbsky Crkva svetog tome) a základní škola pro první čtyři ročníky.
Severně od vesnice vede dálnice A1 z Bělehradu do Niše a dále na makedonskou hranici; západně potom dálnice do Kruševace (tzv. Moravský koridor). Železniční spojení obec nemá; nejbližší nádraží stojí v Ćićevaci.